# Johannes van Wijckersloot
Johannes van Wijckersloot (Utrecht, tussen 1625 en 1630 – Amsterdam, begraven 4 november 1687), ook Jan van Wijckersloot of Jan van Wyckersloot genoemd, was een Noord-Nederlands schilder behorend tot de Hollandse School.

## Levensloop
Van Wijckersloot werd vermoedelijk in Utrecht geboren tussen 1625 en 1630. Hij is mogelijk identiek met de Johan Wijckersloot die tussen 1640 en 1642 werd ingeschreven in het Utrechtse beeldhouwersgilde. Hij was actief in Utrecht vanaf 1645 of eerder; zijn vroegst gedateerde werk dateert van dat jaar. Tussen 1684 en 1686 verhuisde hij naar Amsterdam. Hier werd hij op 4 november 1687 begraven op het Leids kerkhof.
- Biografisch Portaal: 65936278
- Library of Congress Control Number: nr91035283
- RKD-Nederlands Instituut voor Kunstgeschiedenis: 84303
- Union List of Artist Names: 500022784
- Virtual International Authority File: 95821587